# مرايا 2013 (مسلسل)
مرايا 2013 مسلسل كوميدي سوري يتناول في حلقاته عدة قصص وحكايات بأسلوب كوميدي ناقد وساخر وينتقد الأوضاع الاجتماعية والسياسية. وهو امتداد لسلسلة مسلسل مرايا التي بدأت عام 1982. صور بالكامل في الجزائر، وذلك بسبب الحرب السورية. 